# Verbes défectifs en français
Un verbe défectif en français est un verbe qui ne s'emploie pas (ou plus) à tous les temps. Ne subsistent que quelques formes conjuguées, voire une seule.

## Verbes ne s'employant qu'à la troisième personne
Certains verbes impersonnels ne peuvent s'employer qu'à la troisième personne du singulier, tandis que d'autres verbes impersonnels peuvent s'employer aux troisièmes personnes du singulier et du pluriel.

### Verbes impersonnels ne se conjuguant qu'à la troisième personne du singulier, et sans forme à l'impératif
- Grêler (Présent : il grêle)
- Neiger (Présent : il neige)
- Advenir (Présent : il advient)
- Bruiner (Présent : il bruine)
- Dracher (Présent : il drache)
- S'agir de (Présent : il s'agit de)
- Venter (Présent : il vente)
- Apparoir (Présent : il appert)
- Pleuvoir (Présent : il pleut)

Le verbe suivant n'a pas non plus de participe présent ni de gérondif présent :
- Falloir (Présent : il faut)

### Verbes impersonnels n'existant qu'à l'infinitif et se conjuguant uniquement à la troisième personne du singulier de présent de l'indicatif
| Infinitif | Présent de l'indicatif |
| --------- | ---------------------- |
| Chaloir   | Il chaut               |
| Apparoir  | Il appert              |

### Verbes impersonnels ne se conjuguant qu'aux troisièmes personnes du singulier et du pluriel, et sans forme à l'impératif
- Échoir (Présent : il échoit, ils échoient)
- Pleuvoir (Présent : il pleut, ils pleuvent)
- S'ensuivre (Présent : il s'ensuit, ils s'ensuivent)
- Saillir (Présent : il saille, ils saillent)
- Seoir (Présent : il sied, ils siéent)

## Verbes sans forme à l'impératif
- Faillir
- Pouvoir

## Verbes ne s'employant qu'à l'infinitif présent
- Ravoir
- Assavoir
- Bienvenir
- Ester
- Méfaire
- Accroire

## Verbes sans passé simple ni subjonctif imparfait
- Abstraire
- Extraire
- Distraire
- Rentraire
- Retraire
- Traire
- Dissoudre
- Absoudre
- Redissoudre
- Clore

## Verbes n'existant qu'à l'infinitif, au participe passé et au gérondif passé
- Férir
- Forclore
- Forfaire
- Issir
- Occire